# Benjamin (bande dessinée)
Pour les articles homonymes, voir Benjamin.
Benjamin est un héros et une série de bande dessinée créée par Hachel pour le Journal de Tintin, où elle paraît de 1969 à 1980. Elle est publiée en albums de 1981 à 2009.

## Trame
Benjamin est un jeune qui enchaîne les petits boulots et travaux d'intérim, sans grand succès dans son travail, au grand dam du directeur de son agence.

## Historique de la série
Hachel publie le premier gag de Benjamin dans le Journal de Tintin no 1102, en 1969. Il est au début l'auteur du dessin et des scénarios, puis Michel Dusart écrit la plupart des scénarios à partir de 1971. La série paraît dans Tintin jusqu'en 1980. Certains gags sont publiés dans Tintin Sélection ou Super Tintin. Sept albums sont publiés à partir de 1981.

## Albums
1. Tranches de vie, tranches de l'art, Carré, 1981.
2. L'intérêt de l'intérim, Carré, 1981.
3. Histoires de l'art, 1993.
4. Boulots et boulettes, 1983.
5. Bon anniversaire Benjamin, 1994.
6. Travail que vaille, 2009.
7. Benjamin et les Tambours mécaniques, 2009.